# Kiskunhalas
Kiskunhalas é uma cidade da Hungria, situada no condado de Bács-Kiskun. Tem 227,58 km² de área e sua população em 2019 foi estimada em 27.017 habitantes.